# Jorkyball
 (juin 2025).
Il peut être nécessaire de l'améliorer pour respecter le principe de neutralité de point de vue. Veuillez consulter la page de discussion pour plus de détails.

 (juin 2025).
- Si vous ne connaissez pas le sujet, laissez ce bandeau (vous pouvez alors contacter les auteurs).
- Si vous supprimez le contenu mis en cause (vous pouvez préalablement contacter les auteurs),

argumentez précisément cette suppression dans la page de discussion
(un manque de référence n'est pas un argument ; une recherche réelle de référence doit avoir été effectuée, être formellement documentée).

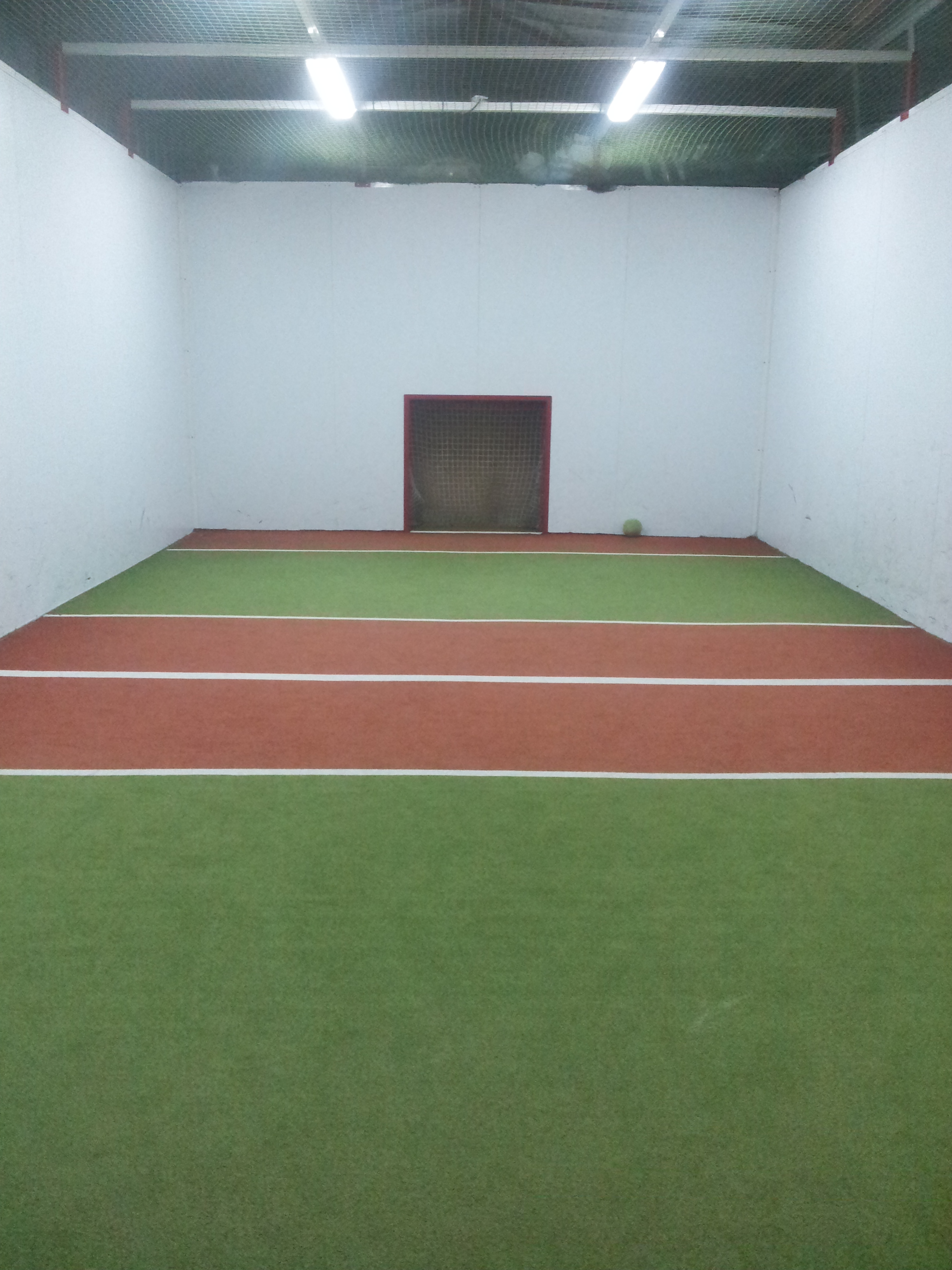
terrain de jorkyball

Le jorkyball est un format de football à 2 contre 2 qui se pratique en salle.
Comme pour le football, deux équipes s'affrontent, et l'objectif est de marquer (mettre le ballon dans le but adverse). Les matchs se jouent au meilleur des 5 sets. Comme pour le squash, ce sport se joue en salle sur un terrain de 10 mètres sur 5, dans lequel il est possible d'utiliser les parois pour marquer (contrairement au football en salle).
Physiquement très intense car il n'y a que très peu d'arrêts de jeu, les matches se jouent à 2 contre 2.
Les règles de jeu sont protégées et propriétés de son inventeur. L'usage des règles de jeu jorkyball est soumis à une autorisation d'usage.

## Histoire
Le jorkyball est inventé par Gilles Paniez en 1987 dans un garage à Lyon. Le jorkyball trouve son essor lors de la coupe du monde de football de 1990 où il est présenté comme exhibition. Il se pratique en France et dans le monde entier avec des clubs au Japon, Canada mais aussi Pologne, Hongrie.

## Espace et éléments du jeu
L'espace de jeu du Jorkyball a la forme d’un parallélépipède, ses dimensions sont :
- longueur : 10 m
- largeur : 5 m
- hauteur : 2,70 m

Les joueurs évoluent sur un gazon synthétique composé de différentes zones de jeux.
Le ballon est en suédine cousue main, son poids est de 200 g et son diamètre de 49 cm.

## Associations
Une association nationale, la Fédération Sportive de jorkyball apporte son soutien aux clubs et gère l’ensemble des compétitions :